# Madrid múzeumainak listája

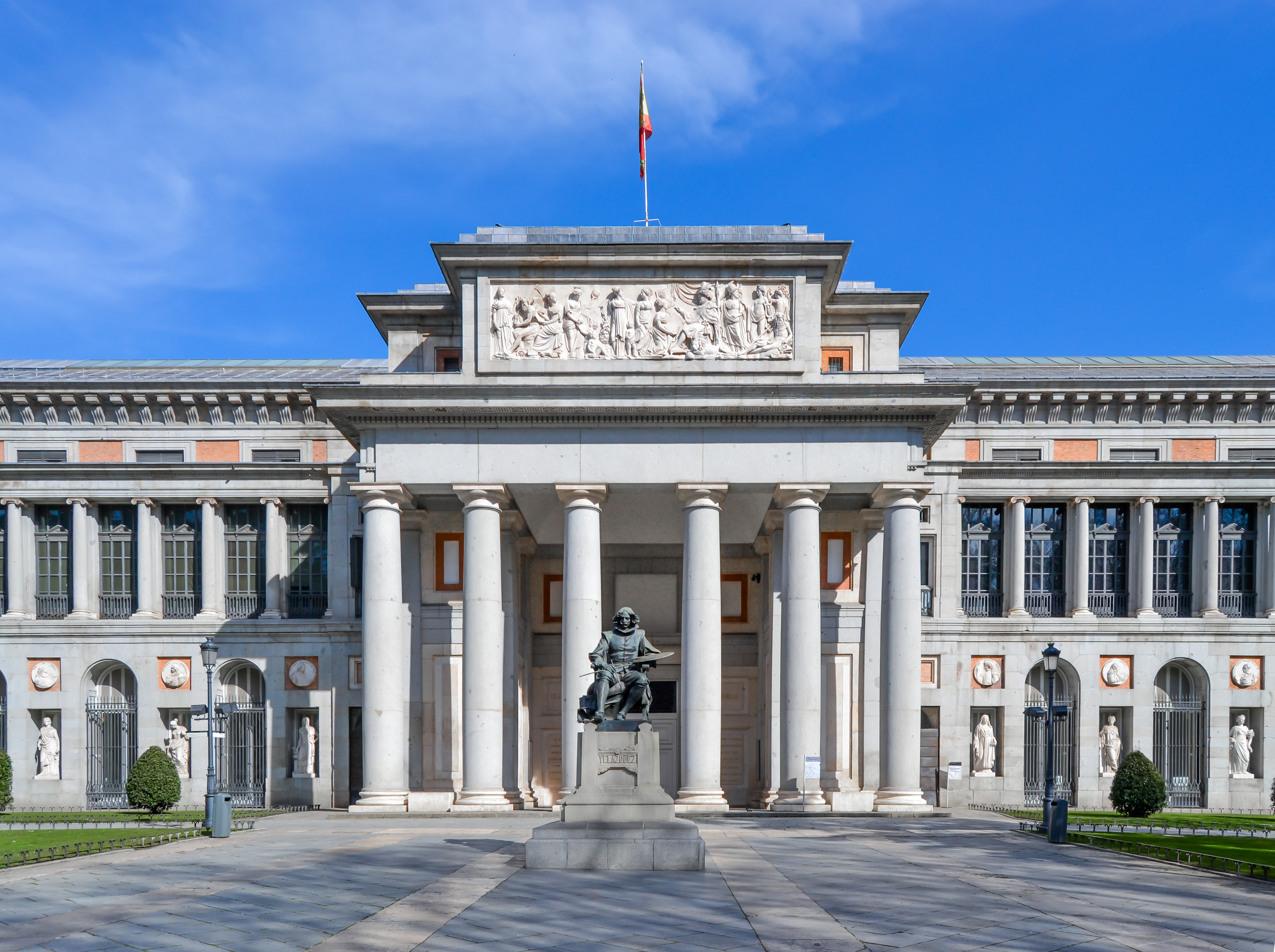
Prado

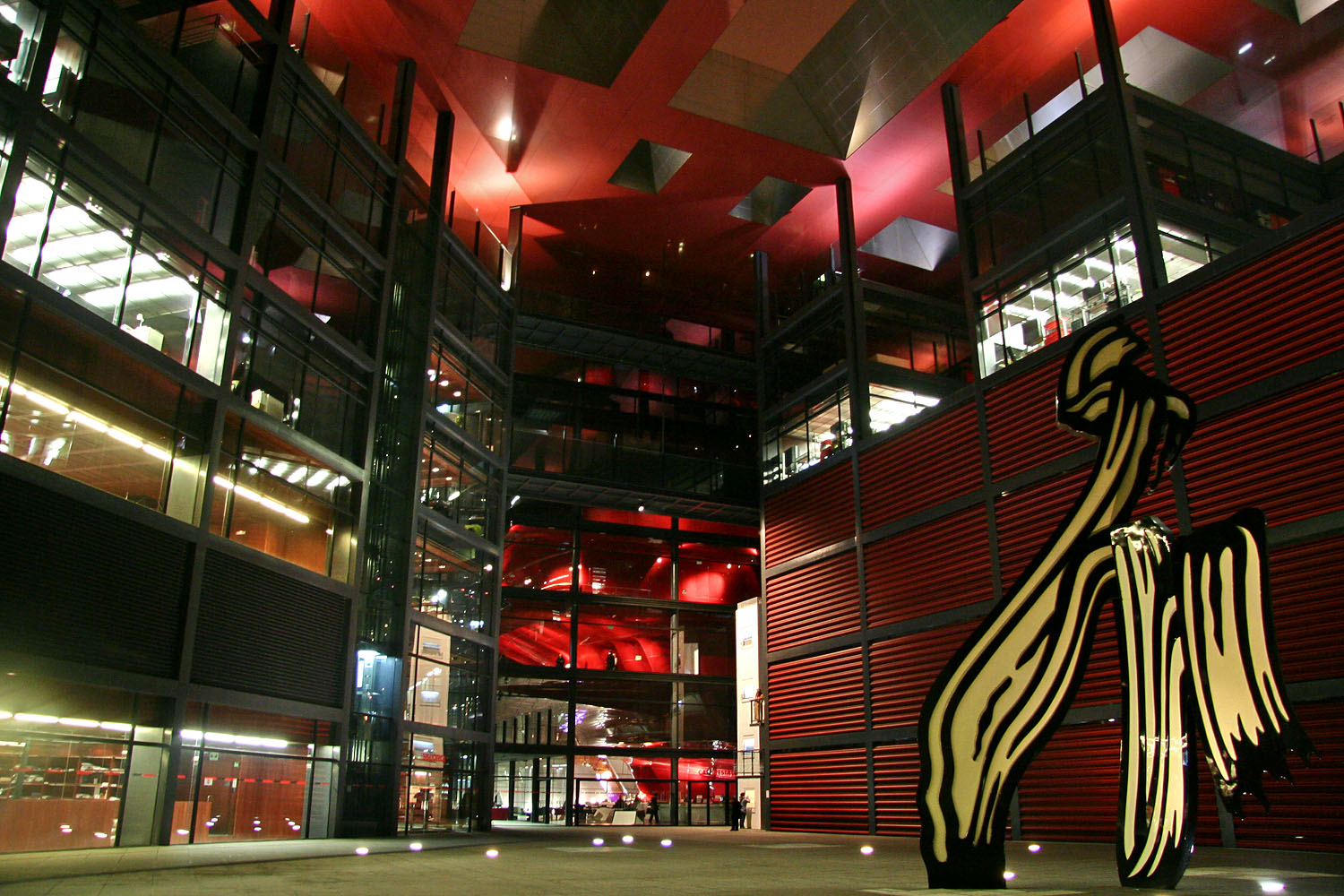
Museo Reina Sofía (MNCARS).

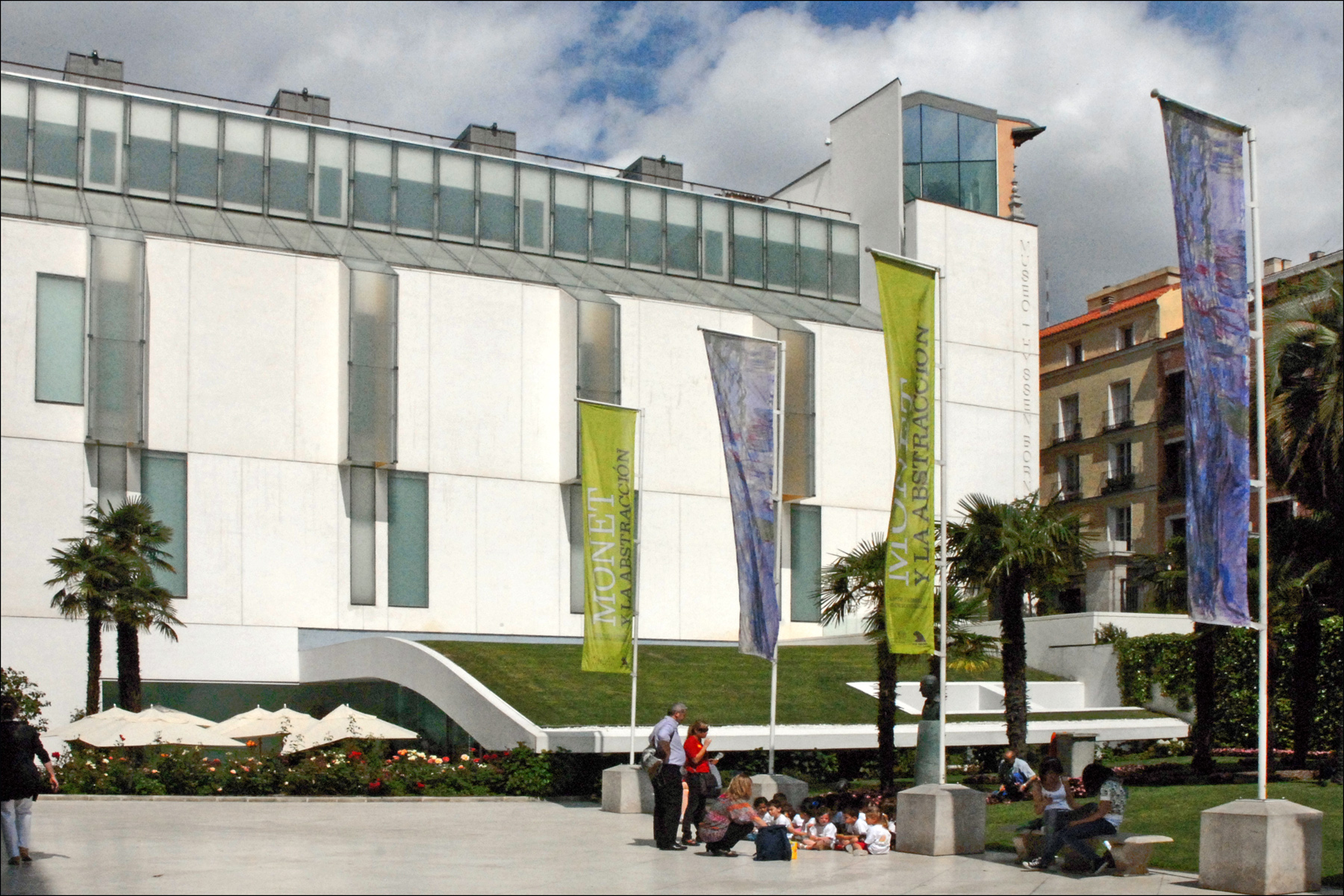
Thyssen-Bornemisza Múzeum

Ez a lista Madrid város és Madrid autonóm közösség fontosabb múzeumait sorolja fel.

## Múzeumok listája
- Andén 0 metróállomás
- CaixaForum Madrid
- El Escorial
- FIBA Hall of Fame
- Museo del Aire
- Museo de Arte Contemporáneo
- Casa Museo Lope de Vega
- Museo Casa de la Moneda
- Museo de Escultura al Aire Libre de Alcalá de Henares
- Museo del Ferrocarril de Madrid
- Museo del Prado
- Museo del Traje
- Museo Nacional de Antropología
- Museo Nacional Centro de Arte Reina Sofía
- Museo Nacional de Artes Decorativas
- Museo Nacional de Ciencias Naturales
- Museo Naval de Madrid
- Museo Sorolla
- Museo Cerralbo
- Museo de América
- Museo Lázaro Galdiano
- Museo Romántico
- Museo Arqueológico Nacional
- Real Academia de Bellas Artes de San Fernando
- Real Armería de Madrid
- Palacio Real de Aranjuez
- Templo de Debod
- Thyssen-Bornemisza Múzeum